# Air Mail scandal
O Air Mail scandal, também conhecido como Air Mail fiasco, é o nome que a imprensa americana atribuiu ao escândalo político que resultou em uma investigação antitruste em 1934 no Congresso. 
Tudo começou quando em 1930, durante a administração do Presidente Herbert Hoover, o Congresso aprovou uma lei que ficou conhecida como o Air Mail Act de 1930 onde contratos de correio aéreo foram concedidos a determinados grupos de linhas aéreas que lucraram muito e se tornaram conglomerados do setor aeronáutico. 
Para tentar evitar um mal maior, membros da administração Hoover chegaram a propor que os contratos fossem cancelados e o U.S. Army Air Corps, assumisse o serviço de correio aéreo. Isso foi feito, mas devido a péssimas condições técnicas dos aviões e inexperiência dos pilotos, vários acidentes ocorreram, piorando a situação.
A partir daí, já sob a administração do Presidente Franklin Roosevelt, o Congresso aprovou uma série de leis antitruste, principalmente o Air Mail Act de 1934 que forçou o desmembramento dos grandes conglomerados aeronáuticos em empresas menores, facilitando a livre concorrência.